# Нижний Крупск
Нижний Крупск — деревня в Печорском районе Псковской области России. Входит в состав сельского поселения «Изборская волость».
Расположена в 22 км к юго-востоку от города Печоры, на восточной окраине Изборска.

## Население
Численность населения деревни на 2000 год составляет 41 житель.
| 2001 | 2002 | 2010 |
| ---- | ---- | ---- |
| 41   | →41  | ↘38  |